# L'Enfant sauvage
L'Enfant sauvage (Het wilde kind) is een Franse dramafilm uit 1970 onder regie van François Truffaut.

## Verhaal
In 1800 wordt in een bos in het Franse departement Aveyron door de plaatselijke bewoners een jongetje gevonden. Het jongetje lijkt achtergelaten te zijn door zijn biologische ouders en is opgegroeid in isolement van de buitenwereld. Wanneer hij op ongeveer 10-jarige leeftijd gevonden wordt, kan hij noch rechtop lopen, noch spreken, schrijven of lezen en is hij volstrekt niet aangepast aan het leven van het 19e-eeuwse Frankrijk. Het nieuws van de ontdekking verspreidt zich snel en komt onder de aandacht van de stadsbevolking in Parijs. Al snel wordt hij daarom overgebracht naar een instelling voor doofstomme kinderen in de buurt van Parijs. Daar wordt de jongen een tijdlang een attractie voor de gegoede Parijzenaren. De aandacht is echter maar van beperkte duur en de bevolking verliest haar interesse in het 'wilde kind'. Ook de artsen raken ervan overtuigd dat het kind niet opgevoed kan worden en willen het overplaatsen naar een gespecialiseerde instelling, waar het niemand kwaad kan doen. Uiteindelijk krijgt een geïnteresseerde arts, Dr. Jean Itard, toestemming om een poging te wagen het kind op te voeden. Hoewel de pogingen van Itard en zijn huishoudster, Madame Guérin, niet van een leien dakje lopen, blijven ze overtuigd van de intelligentie van het kind. Na verloop van tijd beginnen de resultaten bij Victor, zoals de 'wilde jongen' door Itard genoemd wordt, echter steeds duidelijker te worden.

## Rolverdeling
| Acteur             | Personage                |
| ------------------ | ------------------------ |
| Jean-Pierre Cargol | Victor                   |
| François Truffaut  | Dr. Jean Itard           |
| Françoise Seigner  | Madame Guerin            |
| Jean Dasté         | Professor Philippe Pinel |
| Annie Miller       | Madame Lemeri            |
| Claude Miller      | Monsieur Lemeri          |
| Mathieu Schiffman  | Mathieu Lemeri           |
| Paul Villé         | Remy                     |

## Achtergrond
L'Enfant sauvage is gebaseerd op waargebeurde feiten. Het scenario van de film, dat geschreven werd door Jean Gruault en regisseur François Truffaut, werd ontleend aan de roman Mémoire et Rapport sur Victor de l'Aveyron, geschreven door Jean Itard. Itard baseerde zich daarbij op de aantekeningen die hij maakte toen hij als student geneeskunde de taak van opvoeder van Victor van Aveyron, een jongen die opgegroeid was in de wildernis, op zich had genomen.